# Александровка (Добровеличковская поселковая община)
Алекса́ндровка (укр. Олекса́ндрівка) — село в Добровеличковской поселковой общине Новоукраинского района Кировоградской области Украины.
Здесь родился Варун-Секрет, Сергей Тимофеевич .
В феврале 1918 года в Александровке был создан ревком. В его состав входят жители деревни А.Л. Смык, П. В. Загоруйко, братья Николай и Яким Михайловские, впоследствии казнены австро-германскими захватчиками . В 1927 году организован колхоз им. Ленина.
В селе было 35 членов КПСС и 68 членов ВЛКСМ . 
В годы Второй мировой войны 246 жителей села ушли на фронт, 134 из них - погибли. Погибшим установлен мемориал возле дома культуры . Возле него в 2025 году установлен мемориал «Алея славы» погибшим жителям в Российско-украинской войне .
Есть начальная школа 
«Александровский филиал Липняжского лицея имени Юрия Обжеляна»
В селе находилась церковь Святой Варвары , которая была разрушена в годы Второй мировой войны
В селе есть детский садик , стадион , 2 продуктовых магазинов и сельской фруктовый сад . 
До 2020 года входило в Добровеличковский район
Население по переписи 2001 года составляло 518 человек. Почтовый индекс — 27012. Телефонный код — 5253. Занимает площадь 4,4 км². Код КОАТУУ — 3521780301.